# Gilberto Molina
Gilberto Molina Moreno (La Palma, Cundinamarca, 27 de febrero de 1937-Sasaima, Cundinamarca, 27 de febrero de 1989) fue un capo esmeraldero colombiano, relacionado con el Cartel de Medellín. Estuvo involucrado en las Guerras verdes en Boyacá.

## Biografía
Nació en la localidad de La Palma (Cundinamarca). Pasó su juventud en la zona minera de esmeraldas en Muzo y Quípama (Boyacá) , criando ganado y trabajaba como carnicero.
Se involucró en el negocio de las esmeraldas, porque los miembros de su familia eran miembros de una milicia a cargo de mantener las minas a salvo, llamada "La Pesada" del bandolero conservador Efraín González. Trabajó primero buscando esmeraldas y luego como guardia, y comenzó a hacerse un nombre, llamado el "zar de las esmeraldas". 
Molina conoció a Gonzalo Rodríguez Gacha, "El Mexicano", quien se convertiría años después en uno de los capos del Cartel de Medellín . Rodríguez Gacha pasó a formar parte del grupo de Molina, como sicario, y luego como jefe de seguridad. Molina se asoció con Víctor Carranza con quien descubrió una gran mina, y con quien se convirtió en el principal beneficiario de las concesiones mineras por parte del gobierno, lo que le permitió tanto a él como a Carranza legalizar sus riquezas y consolidar su poder. Molina realizó inversiones en Quípama (Boyacá).
Molina aparentemente también se involucró con el narcotráfico y con el patrocinio de organizaciones paramilitares, por lo cual fue declarado objetivo militar por las FARC-EP. En enero de 1988, Molina fue acusado de que operaba una instalación de mantenimiento de aviones en Subachoque, donde helicópteros de narcotraficantes fueron mantenidos en secreto. También era dueño de un rancho privado llamado 'La Fortuna', que supuestamente contenía dispositivos de seguridad sofisticados y se usaba como centro de distribución de drogas. En enero de 1988, Molina fue arrestado por asesinato y luego fue implicado como dueño de una plantación de coca de 200 hectáreas en Boyacá. Sin embargo, los cargos por narcóticos se retiraron más tarde.
Entre 1987 y 1989, estuvo involucrado en una nueva parte de las Guerras verdes, una intensa lucha de poder por el control de las minas de esmeraldas. Específicamente, Molina estaba luchando contra la operación rival, las minas Coscuez, asolado por la violencia. Inicialmente se asumió que Molina saldría victorioso en esta violenta lucha, junto con sus socios comerciales 'Morita' y Víctor Carranza. En 1988 se hicieron muchos atentados contra su vida, que involucraron incluso cohetes y granadas.

## Muerte
Finalmente, el lunes 27 de febrero de 1989, un grupo formado por unos 25 uniformados irrumpió en el lujoso rancho de Molina, ubicado en Sasaima (Cundinamarca), mientras Molina organizaba una fiesta de inauguración y su mismo cumpleaños número 52. Los atacantes se apoderaron del rancho sin luchar y mataron a 18 hombres, entre ellos Molina, otro comerciante de esmeraldas, un coronel de la policía retirado a cargo de la seguridad de Molina, varios guardaespaldas, amigos y músicos. Se afirma que su muerte fue ordenada por Gonzalo Rodríguez Gacha, "El Mexicano".